# Gorsans naturreservat
Gorsan är ett naturreservat i Tidaholms kommun i Västra Götalands län.
Reservatet är skyddat sedan 1958 och är 3 hektar stort. Det är beläget 10 kilometer sydväst om Tidaholm och består av ett våtmarksområde.  

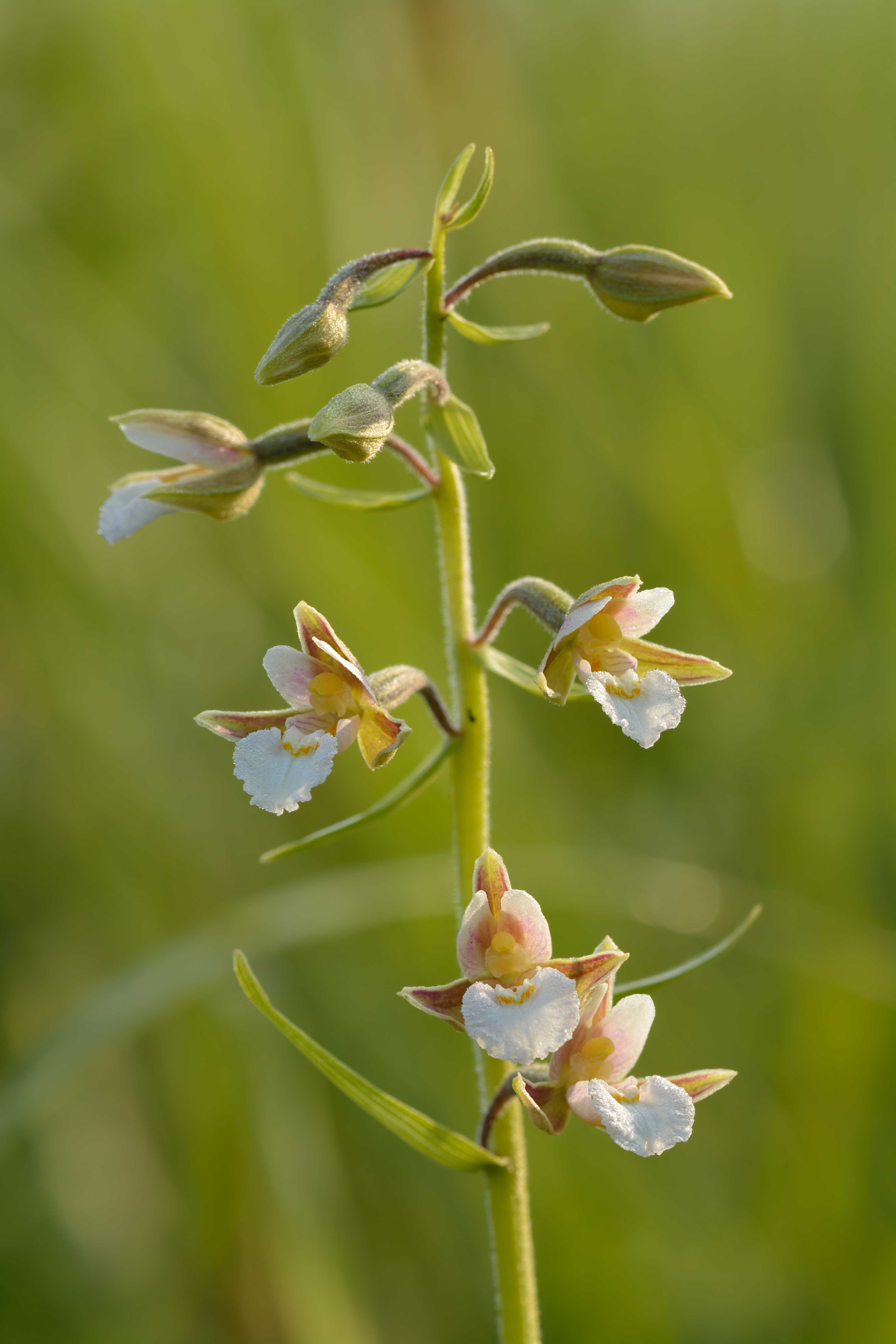
Kärrknipprot

Myren ligger i en åsgrop och får tillförsel av vatten från källor med hög kalkhalt. Det ger goda förutsättningar för en rik flora. Där kan man se myrbräken, kärrknipprot, ängsnycklar, brudsporre, spindelblomster, tvåblad, slåtterblomma, tätört och vattenklöver.
Där finns även en rik mossflora med bland annat käppkrokmossa, dunmossa, späd skorpionmossa, spjutmossa, fetbålsmossa, stor fickmossa och kamtuffmossa.
Området ingår i EU:s ekologiska nätverk av skyddade områden, Natura 2000. 